# Chasseurs de chimères
Chasseurs de chimères est le 7e tome de la série de bande dessinée De cape et de crocs d'Alain Ayroles et Jean-Luc Masbou. La préface est de Guy Delorme.

## Synopsis
Arrivés dans la cité portuaire d'Agarthachidès, Lope et Armand continuent leur quête du Maître d'armes. Ils se rendent à la taverne du Chat qui pétune, où ils rencontrent un certain Adynaton d'Hyberbolie. Ce dernier, les entendant parler de celui qui fut jadis son maître, défie Armand dans un duel à la rixme, une joute verbale qu'Armand parvient à remporter. Adynaton, qui ne tarit pas d'éloges sur le Maître d'armes comme tous les Sélénites, leur conseille ainsi de consulter un savant de la cité, Battologio. Ce dernier leur indique que le Maître d'armes est parti explorer la face cachée de la Lune, une région peuplée de chimères capables de prendre la forme des peurs de ceux qu'elles approchent. Armand et Lope essuient plusieurs refus de la part de marins trop effrayés de naviguer en ces territoires périlleux, jusqu'à tomber sur de vieilles connaissances : l'équipage de pirates du capitaine Boone. Ce dernier consent à emmener ses anciens ennemis, à une condition : qu'Eusèbe ne fasse pas partie du voyage, les pirates refusant toujours de laisser un lapin embarquer sur leur navire.
Lope et Armand sont conscients que le prince Jean est au courant de leur mission : ils ont en effet repéré un espion au service du marquis des Trois Cratères, un mystérieux aristocrate au service du prince dont même Mendoza, qui aide Jean à préparer sa conquête de la Lune, ne connaît pas la véritable identité. Avant d'embarquer avec les pirates, Lope et Armand tentent de retrouver sa trace, mais sans succès. Pendant ce temps, Mendoza conclut des alliances avec les tribus de mimes pour constituer une colossale armée. Colin de la Lune en avertit le Roi, qui décide de faire déplacer la cité royale de Callikinitopolis vers un cratère fortifié. Cénile, quant à lui, est choqué de découvrir l'existence de comédiens que mènent désormais Andreo et Plaisant, mais imagine bien vite un moyen d'en tirer profit. Restés dans la cité royale, Kader, Hermine et Séléné ont la surprise d'y voir arriver la sœur du prince Jean, Mademoiselle. Cette dernière prétend toujours être porteuse d'un message de paix, mais elle est en réalité en mission pour son frère : elle répand ainsi du vitriol sur les pierres vives, dissolvant celles-ci et condamnant Callikinitopolis à rester immobile pendant plusieurs jours.
Naviguant sur la mer des Humeurs, Lope et Armand apprennent de Cigognac qu'un passager clandestin pourrait également avoir embarqué, et soupçonnent qu'il pourrait s'agir du fameux marquis des Trois Cratères. Le voyage les mène ensuite vers une véritable mer d'eau liquide, pour le plus grand bonheur de l'équipage ; toutefois, Armand et Lope remarquent que le comportement de Cigognac semble très distant. Alors que se profile enfin leur destination, Boone insiste pour mettre en perce un baril de rhum. Lope et Armand se joignent aux célébrations, mais comprennent trop tard qu'ils ont été dupés : Boone n'est autre que le marquis des Trois Cratères, à la tête d'un équipage désormais de corsaires au service de Jean, qui comptent approcher le Maître d'armes et l'éliminer.
Drogués par la boisson, Lope et Armand reprennent connaissance alors que Boone est sur le point de les exécuter. Toutefois, alors qu'il retourne à sa chaise à porteurs, il s'avère qu'Eusèbe (le véritable passager clandestin) s'y était caché. La présence du lapin entraîne une panique immédiate parmi les flibustiers, ce qui attire un grand nombre de chimères qui rôdaient aux alentours. Ces dernières prennent alors la forme de plusieurs féroces créatures marines qui s'attaquent au navire. Tentant de prendre la fuite, Lope doit quant à lui faire face à un rat géant formé par les chimères, mais parvient à surmonter sa phobie afin de protéger Eusèbe du monstre. Armand, Lope et Eusèbe arrivent ainsi à quitter le navire à bord d'une chaloupe, assistant à ce qui semble être le trépas de l'équipage du capitaine Boone.
Le trio accoste enfin sur l'îlot où le Maître d'armes s'est retranché. S'étant familiarisés avec sa physique (dont une rivière qui coule à l'envers), ils parviennent au sommet d'un nuage, où Eusèbe s'égare sans que ses amis ne puissent le retrouver à cause de sa couleur blanche. Perdu dans un épais brouillard, Eusèbe rencontre le Maître d'armes.

## Analyse
Le scénario met en avant un nouvel élément des coutumes lunaires : la rixme, une joute verbale consistant à faire assaut d'alexandrins. Jusqu'ici, ces derniers étaient très fréquemment déclamés par Armand lors de ses duels à l'épée : les mots deviennent ici les seules armes du duel. Armand trouve par ailleurs un adversaire redoutable en la personne d'Adynaton, dont le nom, les postures et l'apparence physique sont inspirés du rappeur Akhénaton (faisant ainsi référence aux joutes verbales typiques du rap). Ces duels poétiques sont l'occasion de nombreuses figures sonores, notamment une assonance en "i" maniée par Armand, qui qualifie lui-même son style de "iotacique".
La poursuite de l'exploration de la Lune par les deux protagonistes confirme la place accordée aux figures de style dans la démographie, la toponymie et les patronymes sélénites. Ainsi, les protagonistes sont invités à consulter un certain Battologio d'Epanalepse qui, fidèle à son nom, s'exprime avec force épanalepses (il indique également conserver en double chacun de ses documents). Lope et Armand consultent également un natif de Palindromie, dont le nom, Sabarabas, est effectivement un palindrome, de même que l'unique mot qu'on le voit prononcer ("Non") ; sa posture et ses vêtements présentant par ailleurs une parfaite symétrie axiale (la Palindromie apparaît également sur la carte des pages de garde de l'album, qui montre que l'ensemble de sa toponymie repose également sur les palindromes). Apparaissant dans le récit, le personnage d'Adynaton indique venir d'Hyperbolie, et l'expression "immense îlot d'Oxymore" est elle-même un oxymore. La carte des pages de garde complète cette liste de figures de style : y apparaissent l'Isle de le Solécisme, la Zeugmie transméridienne, et, entre autres en médaillon, les régions de Chleuasmie, Redondie, Glossolalie, Parataxie, Hyperhypotaxie, Paranomasie, Métonymie, Lipogrammie et Anacoluthie. De son côté, à mi-chemin entre l'ironie (pour qui a lu l'intégralité de la série) et le signe annonciateur, Colin demande à Kader, au vu de son comportement qu'il juge surprotecteur, s'il est le père d'Hermine (ce qui est le cas, Hermine s'avérant plus tard dans la série être Yasmina, fille perdue du raïs, bien que tous l'ignorent à ce moment de l'intrigue).
Les chimères, des créatures immatérielles décrites comme capables de prendre la forme des peurs de ceux qui les redoutent, sont l'occasion de faire appel à un vaste bestiaire de monstres de la culture populaire. Les pirates, terrifiés par la présence du lapin Eusèbe (en vertu d'une superstition populaire), listent en effet un grand nombre de monstruosités marines dont certaines apparaissent peu après : on peut par exemple citer le kraken de la mythologie scandinave, Charybde et Scylla de la mythologie grecque ou encore le cachalot géant Moby Dick. L'apparition des chimères est également l'occasion pour Lope d'enfin surmonter sa phobie des rats, évoquée dès le premier album, lors d'un duel épique contre un rat géant mis en scène sous forme d'une corrida, avec Lope, rapière et voile blanc en main, dans le rôle du torero. La carte tracée par Battologio et reproduite dans les pages de garde est issue des propos d'un marin d'un navire nommé le Bellérophon, qui a vaincu la Chimère de la mythologie grecque. Le cabinet de curiosités de Battologio contient également son propre lot de références culturelles, dont une créature ressemblant à l'extraterrestre de Roswell ainsi qu'un dahu empaillé.
De nombreuses références littéraires parsèment le récit. Les Fourberies de Scapin, pièce déjà maintes fois évoquées dans les précédents tomes, font à nouveau une brève apparition, toujours jouées par Andreo et Plaisant (à cela s'ajoute la question « Que diable allions-nous faire en cette mission ? » posée plus tard par Armand). L’œuvre de Corneille laisse également sa marque : l'exclamation « Mon fils ! Saltimbanque ! » proférée par Cénile renvoie au personnage de Pridamant dans L'Illusion comique, tandis que le « A moi, marquis ! Deux mots ! » d'Armand renvoie au Cid. L'érudit pirate Cigognac, qui parle plus ouvertement de son histoire, fait plus que jamais place aux similitudes avec le personnage de Sigognac de Théophile Gautier ; et s'exclame, en retrouvant une mer d'eau bien liquide, « Thalassa ! Thalassa ! », ce qui est une référence à L'Anabase de Xénophon. Plus tard, son aveu « Ce silence... Ces espaces infinis m'effraient. » est quant à lui une référence aux Pensées de Blaise Pascal. Battologio, lorsqu'il évoque la réticence des marins à risquer de croiser les chimères en pleine mer, reprend à son compte un vers de Victor Hugo dans son poème Oceano Nox. Lope, après l'avoir secouru de chats errants près d'une fontaine, appelle Eusèbe à « méditer, après l'édifiant épisode de la fontaine, sur les méfaits de l'intempérance », ce qui est une référence aux Fables de la Fontaine et à leurs morales. Mendoza, pour s'assurer l'allégiance des mimes, leur promet à chacun une chandelle et une plume, référence à la chanson Au clair de la lune. Les références cinématographiques ne sont pas en reste : Armand (qui est un renard, mot se disant "zorro" en espagnol) signe son ultime saillie d'une lettre S tracée à la rapière sur le pourpoint du capitaine Boone lors de leur duel ; tandis que la mise en marche des légions de mime et l'irruption de Colin dans la salle du palais pour en avertir le roi rappellent la scène des feux d'alarme et le retour d'Aragorn dans, respectivement, Le Seigneur des anneaux : Le Retour du roi et Le Seigneur des anneaux : Les Deux Tours. Enfin, la forteresse de cristal dans laquelle s'est établi le Maître d'armes ressemble au célèbre château de Disney.

Comme à l'accoutumée, le discours des personnages comprend de nombreux jeux de mots. L'expression "dissolution du Parlement" prend ainsi une signification littérale, du vitriol ayant été versé sur les pierres mobiles du bâtiment pour les dissoudre et immobiliser la cité royale de Callikinitopolis. La mer des Humeurs sur laquelle roulent les personnages est quant à elle qualifiée de "bilieuse à très bilieuse, avec avis de pituite". Par ailleurs, durant la navigation, le capitaine Boone ordonne, face à des éclairs, de déployer les cages de farfadets, en référence au concept de la cage de Faraday.